# Aurélie Bargème
Aurélie Bargème, née le 6 décembre 1971, est une actrice et animatrice de télévision française. Elle mène une carrière d'actrice au théâtre et à la télévision, et écrit pour la télévision, le théâtre et les nouveaux médias (VR/360°).
Elle est parallèlement animatrice de télévision (Les Jardins d'Aurélie sur Télémaison, télé-achat sur M6 Boutique La Chaîne).

## Filmographie

### Télévision
- 2001 : Commissaire Moulin, épisode La Fliquette  d'Yves Rénier
- 2002 : Wild West série de Jonathan Gershfield
- 2005 : Mademoiselle Gigi de Caroline Huppert : Adrienne
- 2005 : Jericho série de Diarmuid Lawrence et Nicolas Renton : Juliette
- 2005 : Éliane de Caroline Huppert
- 2005 - 2009 : R.I.S Police scientifique (série) : Nathalie Giesbert, scientifique au RIS
- 2009 : Raboliot de Jean-Daniel Verhaeghe
- 2012 : La smala s'en mêle de Didier Grousset : Agathe (plusieurs épisodes)
- 2013 : Famille d'accueil : fils de de Christophe Barbier : Sylvie Lombardi, mère en prison
- 2014 : Alice Nevers : XXL d'Akim Isker (saison 12 épisode 4) : Clarisse d'Artois, directrice de mode
- 2014 : Crossing Lines (épisode 11 et 12, saison 2)
- 2016 : Cassandre d'Eric Le Roux (épisode 4, saison 1 : Turbulences) : Elodie Wilhem
- 2019 : Joséphine, ange gardien, épisode L'incroyable destin de Rose Clifton

### Scénariste
- 2019 : Joséphine, ange gardien, épisode L'incroyable destin de Rose Clifton

## Théâtre
- 2000 : Neige, passerelle du silence de Maxence Fermine, mise en scène Albert Saxer, Théâtre de Ménilmontant
- 2000 : Le Jeu de l'amour et du hasard de Marivaux, mise en scène Catherine Brieux, Les Cinq Diamants
- 2000 : La Belle au bois dormant de Charles Perrault, mise en scène Catherine Brieux, Les Cinq Diamants
- 2000 : Monsieur Labiche : Les Deux Timides et Premier Prix de piano d'Eugène Labiche, mise en scène Catherine Brieux, Les Cinq Diamants
- De 2000 à 2007 : Le Mariage de Figaro de Beaumarchais, mise en scène Colette Roumanoff, Théâtre Fontaine
- 2001 : Tartuffe ou l'Imposteur de Molière, mise en scène Marie-Clair Peretti, Festival d'Avignon off
- 2002 : Qui êtes-vous monsieur Hugo ? d'après Victor Hugo, mise en scène Catherine Brieux, Les Cinq Diamants
- Depuis 2002 : Le Bourgeois gentilhomme de Molière, mise en scène Colette Roumanoff, Théâtre Fontaine
- De 2003 à 2008 : Blanche-Neige au Farwest de Colette Roumanoff, Jérôme Lemonnier, Robert Richemont, Théâtre Fontaine
- De 2003 à 2006 : Peau d'âne de Charles Perrault, mise en scène Colette Roumanoff, Théâtre Fontaine
- 2004 : Le Soleil des renégats de Francisca Rosell-Garcia, mise en scène de l'auteur, Théâtre des Deux Rêves
- 2004 : Lorenzaccio
- 2008 : Le Plus Heureux des trois d'Eugène Labiche, mise en scène David Friszman, Théâtre Mouffetard
- 2009 : Le Grand Bain de Clément Michel, mise en scène Stéphane Boutet, Théâtre Michel
- 2010 : Fille de... d'Emmanuelle Bataille, Comédie Saint-Michel
- 2010/16 : Le Médecin malgré lui de Molière, mise en scène David Friszman et Frédéric d'Elia, Vingtième Théâtre
- 2012 : Les Cancans de Goldoni, mise en scène Stéphane Cottin, Théâtre 13
- 2015/16 : Dirty Dancing, spectacle musical d'Eleanor Bernstein, mise en scène : David Eguren, Palais des Sports et tournée (Zéniths)